# Stewart Heights
Die Stewart Heights sind eine bis zu 2760 m hoch gelegene Gruppe kleiner und teilweise verschneiter Hügel im ostantarktischen Viktorialand. In den Southern Cross Mountains ragen sie unmittelbar südlich der Arrowhead Range zwischen den oberen Seitenarmen des Cosmonaut-Gletschers auf.
Die Südgruppe einer von 1966 bis 1967 durchgeführten Kampagne im Rahmen der New Zealand Geological Survey Antarctic Expedition benannte sie nach dem Feldforschungsassistenten Ian Stewart, der an dieser Kampagne beteiligt war.